# Prytania straeleni
Prytania straeleni är en fjärilsart som beskrevs av Debauche 1938. Prytania straeleni ingår i släktet Prytania och familjen björnspinnare. Inga underarter finns listade i Catalogue of Life.